# Ровенькиантрацит
Ровенькиантрацит — производственное объединение с центром в городе Ровеньки Луганской области Украины. С 2014 года находится на территории под контролем самопровозглашённой Луганской Народной Республики.

## История
Ровеньковское рудоуправление было создано в 1920е годы, в дальнейшем оно было преобразовано в трест «Фрунзеуголь». В 1980 году на его базе было создано производственное объединение «Ровенькиантрацит».
В целом, в советское время угольная промышленность являлась основой экономики города.
После провозглашения независимости Украины «Ровенькиантрацит» перешёл в ведение министерства угольной промышленности Украины.
В марте 1995 года Верховная Рада Украины внесла «Ровенькиантрацит» в перечень предприятий и организаций, приватизация которых запрещена в связи с их общегосударственным значением.
В мае 1995 года Кабинет министров Украины утвердил решение о приватизации управления материально-технического обеспечения ПО «Ровенькиантрацит», управления тепловых и котловых сетей ПО «Ровенькиантрацит», а также транспортного управления ПО «Ровенькиантрацит».
В августе 1997 года «Ровенькиантрацит» был включён в перечень предприятий и организаций, имеющих стратегическое значение для экономики и безопасности Украины.
15 октября 2004 года Кабинет министров Украины разрешил реорганизовать «Ровенькиантрацит» в открытое акционерное общество.
В 2003 году было закрыто шахтоуправление «Ворошиловское», в период с 1 октября 2006 до 19 декабря 2008 года были проведены работы по ликвидации шахты "Ворошиловская" (хотя официально Кабинет министров Украины утвердил решение о ликвидации шахты "Ворошиловградская" угледобывающего предприятия «Ровенькиантрацит» лишь 21 августа 2009 года). 
Добыча угля в 2009 году составила 4,946 млн. тонн, в 2010 году — 6,033 млн. тонн.
4 апреля 2011 года Кабинет министров Украины распорядился о подготовке «Ровенькиантрацит» к продаже на концессионном аукционе. В дальнейшем, в 2011 году целостный имущественный комплекс «Ровенькиантрацит» был на 49 лет взят в концессию компанией ООО «ДТЭК Ровенькиантрацит».

## Структура
В объединение входят 6 шахт и шахтоуправлений (шахтоуправление «Ровеньковское», шахты № 81 «Киевская», имени Вахрушева, имени Ф. Э. Дзержинского, имени Космонавтов, имени М. В. Фрунзе), три горно-обогатительные фабрики («Вахрушевская», «Комендантская», «Ровеньковская») и вспомогательные предприятия (ремонтно-механический завод, автобаза, управление социальной сферы).
Закрылась согласно программе закрытия неперспективных шахт: в 1996 году — № 3 имени Дзержинского[уточнить].